# Аша махале
Аша махале (на гръцки: Ευρύπεδο, Еврипедо, катаревуса Ευρύπεδον, Еврипедон, до 1927 година  Ασαά Μαχαλέ, Асаа махале) е село в Гърция, част от дем Доксат на област Източна Македония и Тракия.

## География
Селото се намира на 130 m надморска височина в Драмското поле, на 15 km източно от град Драма, в западното подножие на Чалдаг.

## История
До 1924 година селото е турско. След Лозанския договор (1923), сложил край на Гръцко-турската война турското население на Аша махала се изселва в Турция и на негово място са настанени гърци бежанци от Турция. В 1928 година Аса махала е чисто бежанско село с 83 бежански семейства и 317 души бежанци.
В 1927 година е прекръстено на Еврипедо.
Населението произвежда жито, картофи, тютюн и други земеделски култури.
| Година    | 1913 | 1920 | 1928 | 1940 | 1951 | 1961 | 1971 | 1981 | 1991 | 2001 | 2011 | 2021 |
| --------- | ---- | ---- | ---- | ---- | ---- | ---- | ---- | ---- | ---- | ---- | ---- | ---- |
| Население | 378  | 298  | 419  | 419  | 460  | 215  | 181  | 183  | 239  | 186  | 135  | 142  |